# Коми-пермяцкая Википедия
Ко́ми-пермя́цкая Википе́дия — раздел Википедии на коми-пермяцком языке.
По состоянию на 1 января 2012 года коми-пермяцкая Википедия содержала 2847 статей (163 место по числу статей среди других Википедий), 6343 страницы и 306 файлов. Общее число правок составило 35 174. Зарегистрирован 1471 участник, из них 13 активных участников и 2 бота. Глубина коми-пермяцкой Википедии составила 8,4, что является низким показателем, так, например, коми Википедия (на коми-зырянском языке), находящаяся на 165 месте по количеству статей (2778 статей на 1 января 2012 года), имеет глубину 27,1.

## История
Википедия на коми-пермяцком языке стартовала 17 апреля 2009 года на инкубаторе, первыми статьями были статьи о коми-пермяцком языке (Перем Коми кыв), о Коми-Пермяцком округе (Перем ладорись Коми кытш) и о Республике Коми (Коми Республика). В числе первых и основных авторов коми-пермяцкой Википедии был Вячеслав Степанов (Ӧньӧ Лав), аспирант Института языка, литературы и истории Коми научного центра Уральского отделения Российской академии наук (ИЯЛИ КНЦ УрО РАН).
6 сентября 2010 года создание коми-пермяцкого раздела было одобрено языковым комитетом. Официальное открытие коми-пермяцкой Википедии состоялось 19 октября 2010 года. К моменту официального открытия в коми-пермяцкой Википедии была 31 статья, 484 страницы, 2084 правки. Было зарегистрировано 83 участника, в том числе был 1 администратор.

## Текущая статистика
На 19 августа 2025 года в данном разделе насчитывалось 3469 статей. Также в коми-пермяцкой Википедии зарегистрирован(о) 9458 участников, из них 11 совершили какое-либо действие за последние 30 дней, а 1 участник имеет статус администратора. Общее число правок составляет 63 218.
Глубина раздела на текущий момент составляет 37,8 единиц.